# 問答RPG 魔法使與黑貓維茲
《問答RPG 魔法使與黑貓維茲》是日本開發的奇幻主題的問答類角色扮演遊戲，對應Android和iOS平台。繁體中文版由so-net於2015年開始營運。

## 系統設定
遊戲有豐富的解謎遊戲，引人入勝。問答戰鬥是黑貓維茲的一大特點。遊戲中亦有其他輔助技能，類似於直接攻擊、回血、切換答題屬性等令遊戲更富變化。能力是靠打倒敵人獲得卡牌，再培養角色的等級或進化，初期卡牌分為水火雷三種屬性，後期又增加光、闇兩種副屬性。
玩家在遊戲中可以參加任務，在任務中會遭遇敵人或寶箱。寶箱為限時排序問答，難度較高，遭遇敵人則戰鬥開始。戰鬥中需要用回答問題來戰鬥，選擇要答的問題屬性與種類，答對了可以用屬性攻擊敵人，屬性相剋時有傷害加成。玩家戰勝敵人即可繼續前進，最終打倒BOSS地圖通關。

### 題目領域
- 依版本而有所不同。
- 日版、台港澳版的九個領域，分別為「演藝」、「文科」、「理科」、「動漫和遊戲」、「體育」、「生活常識」、「時事」、「計算」、「英文」。
- 英文版的六個領域，分別為「演藝」、「歷史」、「理科」、「地理」、「體育」、「生活常識」。

## 開發
遊戲由Colopl開發並在日本發行，Android於2013年3月5日推出，iOS於4月22日推出。遊戲於同年8月20日在全球推出英文版。

### 中國大陸
遊戲由Accessport和北京摩游在中國大陸中文化並代理，因中國大陸不普及Google Play，遊戲投放到360手機助手等第三方軟體市場發行，中國大陸已於2015年6月11日停運。

### 台港澳
台港澳由台灣So-net營運，於2015年1月14日和3月3日分別推出Android和iOS版。營運團隊為當地設計兩萬條題目，並在每月更新3000條題目。

## 聲優陣容
台灣版於2015年8月4日改版後，陸續實裝角色語音，首波便是主角維茲及各公會會長，包括田村由香里、広田みのる等人。
由於《魔法使與黑貓維茲》的聲優版權合約到期，以及避免後續語音侵權之緣故，於2019年5月7日之後開放的活動（含劇情、卡片等）均移除語音，倘若後續開放之新活動可使用對應語音，將會在活動公告中額外說明。

## 主要登場人物

### 主角
你
配音：無（日本）
玩家扮演的角色，是故事的主人公。為了學習魔法成為成熟的魔法使而當維茲的徒弟，在維茲變成黑貓後轉而幫她變回人類而踏上旅程。經常因各種意外和維茲來往於不同的異界，本身也是異界人。
維茲
配音：田村由香里（日本）
玩家的導師。雖然年紀輕輕，卻已經是被稱為「四聖賢」之一的魔法使。與主角在港町托爾里卡執行任務時，遭遇魔龍的襲擊，之後雖保住性命，被因不明原因被變成一隻黑貓。故事就從主角為了找到幫助維茲變回人類的方法而踏上旅程開始。

### 公會會長
巴隆‧萊歐納爾
配音：広田みのる（日本）
港町 托爾里卡的公會會長，種族為亞人，外表是一頭公獅。是主角第一個遇見的公會會長。喜歡彈烏克麗麗，但技術相當遺憾。
亞力克‧路米納雷斯
配音：柿原徹也（日本）
王都 維里多納的公會會長，種族為術士。天文學家，因為外表出眾，異性緣佳，但也因此常招來麻煩。似乎是來自異界，最早發現主角與黑貓（維茲）的真實身份。擅長使劍勝過魔法，稱自己前半生為劍士、後半生為魔法使。
羅蕾塔‧米拉爵
配音：早見沙織（日本）
森林村落 萊利敦的公會會長，種族為術士。守護著村落中的聖樹，身體有點虛弱。
路榭‧海神
配音：三瓶由布子（日本）
水之都 艾維亞斯的公會會長，種族為龍族，擁有龍尾。維茲的知心好友。祖父曾是四聖賢，因身份特殊緣故閒鮮少能離開自己的城市。
杜加‧扎姆塔爾
配音：藤原啟治（日本）
魔導都市 賽恩的公會會長，種族為術士。體格強壯，性格豪爽。
伯爾納德‧伊瑪
配音：能登麻美子（日本）
高牆城鎮 羅倫吉歐的公會會長，種族為術士。照顧城內孤兒的善心修女。
奧爾涅‧坦佩特
配音：釘宮理惠（日本）
風之鄉 奧蘭迪的公會會長，種族為術士。妙齡少女，自幼受到嚴格的魔法訓練，如今已是強大的魔法使。
提爾‧索菲亞
配音：村瀨步（日本）
火山口遺跡 阿育陀拉的公會會長，種族為術士。博學的考古學家。外表像是少年，但其實已經100多歲了。
綺拉‧芭爾巴蕾絲
配音：齋藤千和（日本）
降雪城鎮 威爾達的公會會長，種族為術士。威爾達中央圖書館館長，亦是維茲與安娜塔西亞孩童時期的玩伴。
魯貝里‧克拉克斯
配音：內匠靖明（日本）
中央本部 諾庫托尼亞城塞的負責人（並非公會會長），負責統率全體魔導士，種族為術士。雖然其父親曾是四聖賢，但本人並不會使用魔法。
彩名‧南方
異端街市 庫魯依薩的負責人，種族為術士。
卡爾曼‧吉魯貝斯特
太陽與月亮之國 喀姆吉納的負責人，種族為戰士。

## 評價
遊戲下載量在2015年5月突破3400萬，目前官方公布下載量為4200萬（2019年11月7日舉辦相關活動）。結至2019年12月止，日版在Google Play上已有超過十萬則評價，平均評分為4.0（滿分為5）。
繁中版推出3個月後下載量達到100萬。結至2019年12月止，在Google Play上有超過3萬6千則評價，評分為4.0（滿分為5）；在App Store上的評價為3.9（滿分為5）。

## 相關書籍
魔法使與黑貓維茲 3週年紀念公式畫集
（日本巴而可集團出版，2016年10月30日發售、ISBN 9784865061888）
紀念遊戲推出三周年而發行的畫集。收錄人氣投票前150名的角色。
魔法使與黑貓維茲 3週年紀念公式設定資料集
（日本巴而可集團出版，2016年10月30日發售、ISBN 9784865061895）
紀念遊戲推出三周年而發行的公式設定資料集。
問答RPG魔法使與黑貓維茲插畫明信片收藏圖集
（日本COLOPL公司監修，2016年發售、ISBN 9784865061642）
收錄16張插畫明信片。
問答RPG魔法使與黑貓維茲插畫明信片收藏圖集2
（日本COLOPL公司監修，2017年發售、ISBN 9784865062052）
收錄16張插畫明信片。
魔法使與黑貓維茲Chronicle 黃昏無夢者
（日本COLOPL公司監修，作者為紫藤ケイ，2019年發售、ISBN 9784040729688）
活動副本「黃昏無夢者」的衍伸小說。
魔法使與黑貓維茲黃昏無夢者MARELESS插畫集
（日本ポストメディア編集部監修，2019年發售、ISBN 9784758016162）
活動副本「黃昏無夢者」的插畫集。
魔法使與黑貓維茲6週年紀念公式設定資料集
（日本COLOPL公司監修，2019年發售）
紀念遊戲推出六周年而發行的公式設定資料集。

## 外部連結
- 官方网站
- 問答RPG 魔法使與黑貓維茲的X（前Twitter）
- 問答RPG 魔法使與黑貓維茲的Facebook專頁